# مركز بيروت للفن
مركز بيروت للفن (بالإنجليزية: Beirut Art Center)‏ هو مكان لعرض الفن المعاصر ببيروت في لبنان.

## التاريخ
تم افتتاح مركز بيروت للفنون للجمهور في يناير 2009، وهو يدار كمؤسسة غير هادفة للربح مؤسسوها وأعضاؤها التنفيذيون هم: ساندرا داغر ولمياء جريج وناتالي خوري ورابح مروي وماريا أوسيمي، ويعد أساس المشروع زيادة المنفعة للفن المحلي المعاصر، حيث كانت مبادرة من ساندرا داغر -التي سبق لها تنسيق مساحة فنية خاصة- وإسباس إس دي ولمياء جريج -فنانة بصرية-، وفي عام 2007 قامت ساندرا داغر مع صالح بركات -صاحب معرض أجيال للفنون في بيروت- بتنسيق أول جناح لبناني في بينالي البندقية.
في عام 2011 احتضن المتحف الجديد لمدينة نيويورك "متحفا كما المركز: مركز فنون بيروت"("Museum as Hub: Beirut Art Centre") وهو مشروع يتضمن معرضًا وعرضًا لمركز بيروت للفنون بالمكتبة السمعية البصرية وسلسلة من الأحداث.
وبعد تولي المؤسسين ساندرا داغر ولمياء جريج مسؤولية مركز بيروت للفنون لمدة خمس سنوات تم تعيين ماري موريسول في فبراير 2014 لتتولى إدارتها.

## البناء
يقع مركز بيروت للفنون في جسر الواطي وهي منطقة صناعية على ضفاف نهر بيروت، تم تجديد المبنى من قبل المهندس المعماري رائد أبيلاما من مصنع إلى مساحة مكعب أبيض، حيث تحتل مساحة 1500 متر مربع طابقين، ويشتمل الطابق الأرضي على مساحة المعرض الرئيسية ومتجر كتب وقاعة، ويشتمل الطابق الأول على مساحة عرض ثانوية ومكتبة سمعية بصرية ومقهى مع شرفة والمكاتب الإدارية.

## المعارض
2018
- الكلمات والحجارة: زينب سديرة.
- الأشياء التي تلمع والأشياء المظلمة: يواكيم كوستر.
- السياحة الدولية (انطلاق الحياة الحقيقية): ماري فوينيه.
- ضوء بطيء: دانييلي جينادري.
- تعديلات المساحة (مشكلة اللغة).
- اجتماعان وجنازة: نعيم محيمين.
- عقدة الغبار: فرانسيس أليس.

2017
- بينالي الشارقة 13 تماوج: تعبير غير متوقع عن الإمكانات البشرية.
- التصوير في العمل: ألان سيكولا.
- السقوط لا ينهار السقوط يمتد: مروة أرسانيوس.

2016
- اسمع
- لاندفيرسيشن بيروت: أوكتوبونج نكانجا.

2015
- التعرض7: التنقل.
- الأعمال المنزلية7: على الماء، روزماري وعطارد.
- بأثر رجعي لكزافييه لو روي: كزافييه لو روي.
- محادثات لم تنته.

2014
- التنفس هو النحت: جوزيبي بينوني.
- عكس الطبيعة: قادر عطية.
- نقاط اللقاء7 ببيروت: عشرة آلاف من الحيل ومائة ألف من الخدع.
- بعد الأطلس.

2013
- فيديو عتيق 1963-1983 من مجموعة وسائط مركز بومبيدو الجديدة.[7]
- الأساس: جنان العاني.[8]
- الآن هنا ثم في مكان آخر: إريك بودلير.[9]

2012
- التعرض 2012.
- جدار أبيض.
- خليل رباح: مراجعة.
- جيرادر ريختر-بيروت.
- ثورة ضد ثورة مع عباس: فياتشيسلاف أخونوف وفرانسيس أليس وهاي بو وستيفن كوهين وفيل كولينز وتاسيتا دين وفادي العبد الله وديفيد جولدبلات وألفريدو جيار وويليام كنتريدج وماريسيا لواندوفسكايل ونيل كامينغز وسوزان ميسيلاس وبوريس ميهايلوف.[10]

2011
- التعرض 2011.
- تجربة بيروت.
- كن... الشوق: فؤاد الخوري.
- الصورة في أعقاب.
- نقاط الالتقاء 6 مكان المناهضة: ممارسات ومنطق المدنية.
- الصورة تعمل: هارون فاروكي.
- الرسم مع الأشياء نفسها: باولا يعقوب.

2010
- أربع طرق: كريس ماركر.
- التعرض 2010.
- الشاهد لمنى حاطوم.
- الأعمال المنزلية 5.
- مكان في الماضي: وليد صادق.
- الانتماءات: إملي جاسر.

2009
- أمريكا
- أرض المالا نهاية من الأسرار. الكتابة لوقت لاحق: أكرم الزعتري.
- أسير الحرب: برنارد خوري.
- الطريق إلى السلام.
- 4.
- التعرض 2009.
- أقرب.

## تصميم مركز بيروت للفن (BAC)
تصميم مركز بيروت الفني هو برنامج مخصص للتصميم الصناعي والمنتجات المحلية.
2013
- طر يا طائر طر لدار اونبوز.

2012
- الميكانيكا الحيوية لرانيا سراقبي.
- وجهات نظر معاصرة في حرف الشرق الأوسط. معرض تصميم مركز بيروت للفن لكاروان غاليري مع كارين شيكيرجيان وخالد شافار وليندسي أدلمان ومارك بارود وستوديو ميشرتراكسلر وندا ديبس وأووفيس وبول لوباش وفيليب مالوين وتامر ناكيشي.[11]
- حقيبة فن الشارع بواسطة حقيبة سارة.
- مسارات لندى زينه.
- أميال مهيئة لعزي وأوستا.
- كل هذا يذكرنا باسمها لكريكور جابوتيان.
- الفضاء الإبداعي.

2011
- مركز صخرة بيروت. بتصميم سبوك-كريم شايع.
- بيروتكون لأناستازيا نيستين وكارلو مسعود وجويل أشقر ومارك ديبة.
- بذور: تصميم مركز بيروت للفن للفنانة ناتالي خياط.
- بداية الصيف الخاص بك: معرض لمصممي (STARCH 2008-2009-2010).
- وسام الملائكة: هدى وإلياس بارودي.
- من الذي يعيش في الطابق الثالث عشر؟: معرض للسيراميك لماري لين مسعود وراشا نوام.

2010
- أسر الثقافة: رنا سلام

## مواقع خارجية
موقع مركز بيروت للفن.